# Distància mínima d'intersecció orbital

L'òrbita de (4953) 1990 MU, que amb una distància mínima d'intersecció de l'òrbita de la Terra és de 0,0276 ua, està classificat com un objecte potencialment perillós

La distància mínima d'intersecció orbital (en anglès, MOID, Minimum orbit intersection distance) és, en astronomia, una mesura del risc de col·lisió entre els objectes astronòmics.
En general, es calcula per a un cos petit respecte a un planeta, com la distància mínima a la intersecció de l'òrbita del planeta.
En concret, la MOID es defineix com la distància entre els punts més pròxims de les òrbites osculatrius dels dos cossos en qüestió i, per tant, es defineix per a una data determinada i no en funció de l'evolució que aquestes òrbites poden tenir amb el temps.

## Intersecció amb l'òrbita de la Terra
Generalment, la MOID més interessant és el relacionat amb l'òrbita de la Terra (Terra MOID, escrit E-MOID en anglès), en particular pel que fa a objectes potencialment perillosos (en anglès, PHO, Potentially Hazardous Object,)
Aquest paràmetre es descriu amb freqüència en les bases de dades dels asteroides i cometes, com la base de planetes menors del Jet Propulsion Laboratory. No obstant això, la MOID pot ser calculada respecte a qualsevol altre objecte; per exemple, es diu Júpiter MOID quan es calcula sobre Júpiter, Venus MOID si es calcula respecte a Venus, etc.
Un objecte és classificat com potencialment perillós per a la Terra si, entre altres condicions, presenta una Terra MOID menor de 0,05 ua. Si es calcula respecte a cossos celestes més massius que la Terra, els valors més alts de la respectiva MOID poden ser perillosos. En el cas de Júpiter, són significatius els objectes que tenen una MOID al voltant d'1 UA.
Un baix valor de la distància mínima d'intersecció orbital no implica que la col·lisió entre els dos objectes sigui inevitable. De fet, perquè això passi, cal també que es trobin simultàniament en els punts de les seves respectives òrbites que corresponen a la distància mínima.
La inexactitud del pronòstic augmenta al llarg del temps, sobretot la possibilitat de trobades properes entre l'objecte i un planeta. Un dels avantatges d'utilitzar la MOID és que s'obté directament dels elements orbitals del cos celeste i no de la projecció en el futur. El seu coneixement, per tant, permet tenir una imatge del risc d'impacte.
L'asteroide (99942) Apophis, va assolir una Terra MOID de 0,00017 UA. Aquest valor representa la mínima Terra MOID registrada fins al moment; nombrosos altres objectes es caracteritzen per valors més baixos, però no es classifiquen com a objectes potencialment perillosos (PHO) a causa d'una grandària tal que, si fos en realitat en un curs de col·lisió amb el nostre planeta, no constitueix un perill real, ja que cremaria gran part de la seva massa durant l'encreuament de l'atmosfera.
| Objecte            | Terra MOID (ua)         | Grandària (m) (aproximat) | (H)  |
| ------------------ | ----------------------- | ------------------------- | ---- |
| (177049) 2003 EE16 | 0,00005 UA (7.500 km)   | 320                       | 19,7 |
| 2009 WM1           | 0,00009 UA (13.000 km)  | 280                       | 20,4 |
| (292220) 2006 SU49 | 0,00034 UA (51.000 km)  | 380                       | 19,5 |
| (137108) 1999 AN10 | 0,00036 UA (54.000 km)  | 1300                      | 17,9 |
| 2007 TU24          | 0,00042 UA (63.000 km)  | 250                       | 20,3 |
| (367789) 2011 AG5  | 0,00049 UA (73.000 km)  | 140                       | 21,8 |
| (308635) 2005 YU55 | 0,00050 UA (75.000 km)  | 360                       | 21,9 |
| (35396) 1997 XF11  | 0,00061 UA (91.000 km)  | 2000                      | 16,9 |
| 99942 Apophis      | 0.00074 UA (111.000 km) | 325                       | 19,7 |
| 2007 VK184         | 0,00076 AU (114.000 km) | 130                       | 22,0 |
| 2011 BT15          | 0,00084 AU (126.000 km) | 150                       | 21,8 |
| 1997 XR2           | 0,00086 AU (129.000 km) | 200                       | 20,9 |